# Lover
Lover – siódmy album studyjny amerykańskiej piosenkarki i autorki tekstów Taylor Swift, który został wydany 23 sierpnia 2019 nakładem wytwórni Republic Records i Taylor Swift Productions, Inc. jako pierwszy materiał w jej dorobku muzycznym od czasu albumu Reputation wypuszczonego w listopadzie 2017.
26 kwietnia 2019 wydano singel inauguracyjny promujący krążek, „Me!” z gościnnym udziałem Brendona Urie, lidera zespołu Panic! at the Disco, który dotarł do miejsca drugiego prestiżowej listy Billboard Hot 100. Drugi z nich, „You Need to Calm Down” miał swoją premierę 14 czerwca 2019. Powtórzył on sukces poprzednika, również znajdując się na drugim miejscu amerykańskiej listy przebojów. Trzeci singiel zatytułowany „Lover” wydano krótko przed premierą albumu, 16 sierpnia 2019. Czwarty, ostatni singiel promujący album – „The Man” – otrzymał teledysk 27 lutego 2020, miesiąc po oficjalnym wydaniu.

## Geneza
W listopadzie 2018 Swift zakończyła działalność po trzynastu latach z Big Machine Records, która wydała jej pierwsze sześć wydawnictw. Tego samego miesiąca piosenkarka podpisała kontrakt albumowy z dystrybutorem wytwórni, Universal Music Group, z czego i też w Stanach Zjednoczonych jej kolejne materiały będą wydawane i promowane przez Republic Records. Stwierdziła też, że umowa zawierała dla niej zaprowiantowania mające na celu utrzymywanie własności jej nagrań głównych.
W dniu wydania głównego singla „Me!” z jego videoklipem, artystka swoim koncie w serwisie Instagram przydzieliła zadanie swoim fanom odszukania kilku zagadek, z których jedną z nich był napis „Lover” umieszczony w tle na górze budynku. 13 czerwca 2019 potwierdziła ona każdą spekulację na temat ów wskazówki ujawniając także wszystkie informacje dotyczące albumu dodając do nich ciekawostkę skupiającą się na dacie wydania, z czego dodając liczby 2, 3 i 8 równa się 13, ulubiony numer Swift.
Do tej pory Lover jest najczęściej kupowanym krążkiem w przedsprzedaży autorstwa artystki żeńskiej w ciągu jednego dnia na platformie Apple Music, kumulując razem 178,600 zakupów.
W październiku 2022 nagrania uzyskały w Polsce certyfikat złotej płyty, a w październiku 2024 – trzykrotnie platynowej.

## Single
Album jest promowany przez cztery single. Główny singel, „Me!” z gościnnym udziałem lidera grupy pop-rockowej Panic! at the Disco miał swoją premierę wraz ze swoim oficjalnym teledyskiem w piątek, 26 kwietnia 2019, natomiast lyric video w środę, 1 maja. Utwór osiągnął sukces komercyjny przejmując rekord na największy skok w całej historii notowania Billboard Hot 100 znajdując się później w jej pierwszej trójce po debiucie na miejscu setnym. Okupował też on miejsce trzecie na liście UK Singles Chart, drugie na Canadian Hot 100 i ARIA Singles Chart, czy też pierwszą dziesiątkę Polish Airplay Top 100.
14 czerwca 2019 wypuszczono drugi singel zwiastujący materiał, „You Need to Calm Down” wraz z teledyskiem wydanym w poniedziałek, 17 czerwca. W ów wideoklipie występuje masowa obsada celebrytów związana z ruchem LGBTQ+, jak Ellen DeGeneres lub RuPaul. W chwili obecnej nagranie dotarło do pierwszej piątki notowania singli w Wielkiej Brytanii, a także stał się piątym utworem Swift, które dotarło na szczyt Scottish Official Singles Chart.
Teledysk do kolejnego z nich – Lover – został opublikowany w serwisie YouTube 16 sierpnia. Dostał się na listy przebojów w Stanach Zjednoczonych (9. miejsce), Szkocji (12. miejsce), Irlandii (14. miejsce), Australii, Belgii, Nowej Zelandii (15. miejsce), Wielkiej Brytanii (23. miejsce), Szwecji (74. miejsce) i Niemczech (84. miejsce).
Ostatni singiel, zatytułowany The Man, otrzymał wideo z tekstem piosenki 7 lutego 2020, a teledysk – 27 lutego. Powtórzył sukces poprzednich singli, dostając się na listy przebojów w Nowej Zelandii (15. miejsce), Irlandii (16. miejsce), Australii (17. miejsce), Wielkiej Brytanii (21. miejsce), Stanach Zjednoczonych (23. miejsce), Norwegii (24. miejsce), Szwecji (63. miejsce) i Szkocji (82. miejsce).

## Lista utworów
| Nr  | Tytuł utworu                                                 | Autorzy                                     | Produkcja            | Długość |
| --- | ------------------------------------------------------------ | ------------------------------------------- | -------------------- | ------- |
| 1.  | „I Forgot That You Existed”                                  | Taylor Swift · Louis Bell · Frank Dukes     | Bell · Dukes · Swift | 2:51    |
| 2.  | „Cruel Summer”                                               | Swift · Jack Antonoff · Annie Clark         | Antonoff · Swift     | 2:58    |
| 3.  | „Lover”                                                      | Swift                                       | Antonoff · Swift     | 3:41    |
| 4.  | „The Man”                                                    | Swift · Joel Little                         | Little · Swift       | 3:10    |
| 5.  | „The Archer”                                                 | Swift · Antonoff                            | Antonoff · Swift     | 3:31    |
| 6.  | „I Think He Knows”                                           | Swift · Antonoff                            | Antonoff · Swift     | 2:53    |
| 7.  | „Miss Americana & the Heartbreak Prince”                     | Swift · Little                              | Little · Swift       | 3:54    |
| 8.  | „Paper Rings”                                                | Swift · Antonoff                            | Antonoff · Swift     | 3:42    |
| 9.  | „Cornelia Street”                                            | Swift                                       | Antonoff · Swift     | 4:47    |
| 10. | „Death by a Thousand Cuts”                                   | Swift · Antonoff                            | Antonoff · Swift     | 3:19    |
| 11. | „London Boy”                                                 | Swift · Antonoff · Sounwave · Cautious Clay | Antonoff · Swift     | 3:10    |
| 12. | „Soon You’ll Get Better” (z gościnnym udziałem Dixie Chicks) | Swift · Antonoff                            | Antonoff · Swift     | 3:22    |
| 13. | „False God”                                                  | Swift · Antonoff                            | Antonoff · Swift     | 3:20    |
| 14. | „You Need to Calm Down”                                      | Swift · Little                              | Little · Swift       | 2:51    |
| 15. | „Afterglow”                                                  | Swift · Dukes · Bell                        | Dukes · Bell · Swift | 3:43    |
| 16. | „ME!” (z gościnnym udziałem Brendona Urie)                   | Swift · Urie · Little                       | Little · Swift       | 3:13    |
| 17. | „It’s Nice to Have a Friend”                                 | Swift · Dukes · Bell                        | Dukes · Bell · Swift | 2:30    |
| 18. | „Daylight”                                                   | Swift                                       | Antonoff · Swift     | 4:53    |
|     |                                                              |                                             |                      | 1:01:48 |